# アブー・ハニーファ

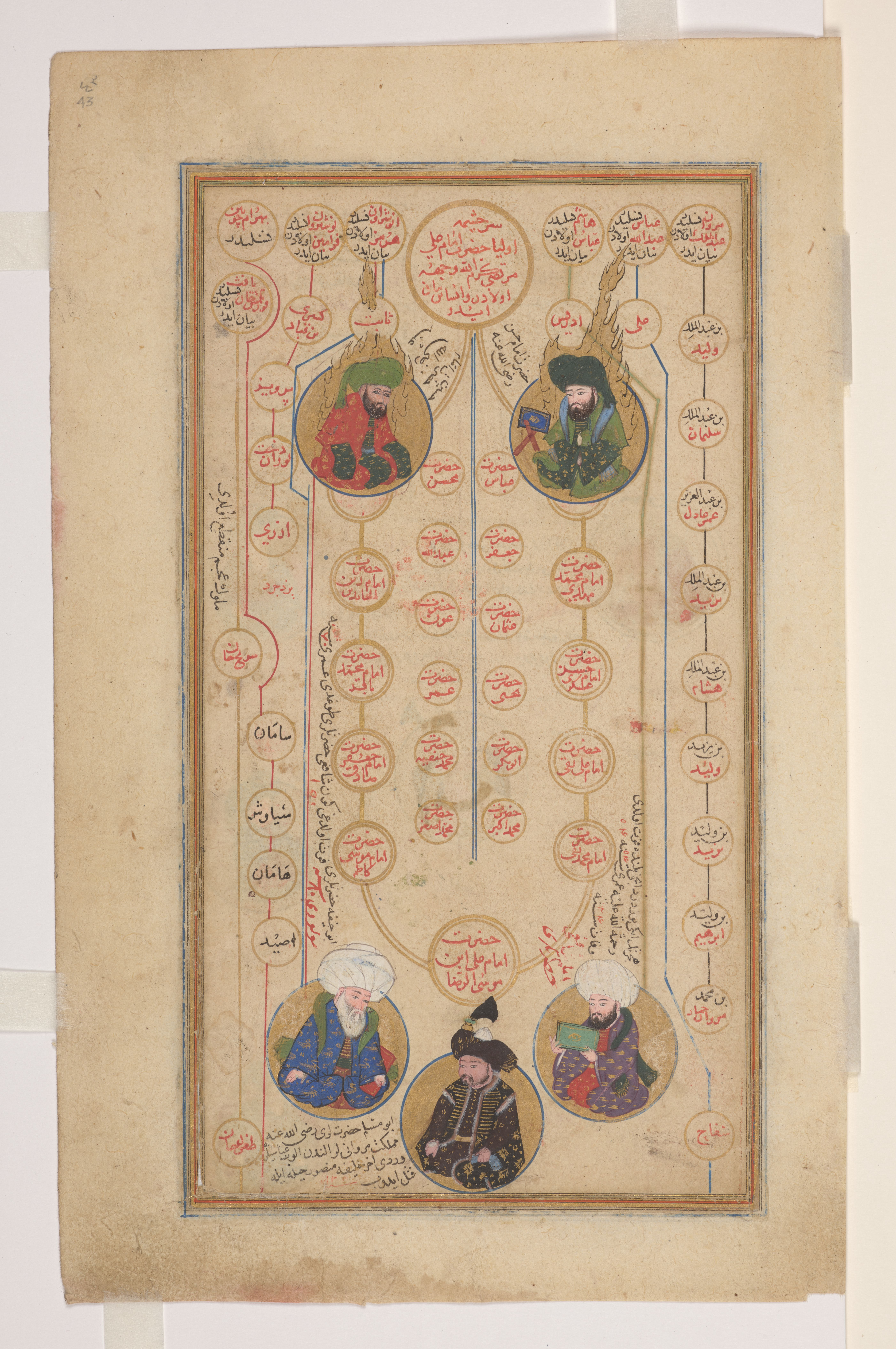
16世紀トルコの写本に描かれたアブー・ハニーファ（左下の白いターバンの男性）

アブー・ハニーファ（Abū Ḥanīfa、699年頃 - 767年頃）は、イスラーム・スンナ派の法学派のひとつ、ハナフィー派の学祖。イスラーム思想史上もっとも重要な人物のひとりであり、同時代の人々からその学問や人格、敬虔さが称賛されている一方で、非常に厳しい批難も受けている。振幅の激しい毀誉褒貶は現代にいたるまで継続している。
マーリク・イブン・アナスら同時代の法学者とともにイスラーム法学理論の基礎を構築した。伝統を重視したマーリクらマディーナの法学者に対し、アブー・ハニーファは「ラアイ」（自由な法的論理付け）に寛容とされている。この点が人格の中傷をも含む激しい批難の主な理由となっている。また、例外的規範の優先（イスティフサーン）や奸計（ヒヤル）の起源をアブー・ハニーファに求める説もある。アブー・ハニーファの法思想はアブー・ユースフ、シャイバーニーらによって継承・発展された。
政治との関りでは、ウマイヤ朝に対するザイドの反乱（738年）やアッバース朝に対する「純粋なる魂」ムハンマドの反乱（762年）を支援した。アシュアリーによると、神学論や政治思想に関してはムルジア派に似ているとされる。アブー・ハニーファの神学的思想は12～14世紀に形成されたマートゥリーディー派に受け継がれた。

## 情報源
アブー・ハニーファの伝記的情報の伝統的なプライマリーソースとしては、イブン・ナディーム（10世紀）、イブン・アスィール（13世紀）、イブン・ハッリカーン（13世紀）、アスカラーニー（15世紀）、イブン・タグリービルディー（15世紀）らの各著書、ハティーブ・バグダーディー（11世紀）による『バグダード史』、ムワッファク・マッキーによる『アブー・ハニーファ讃』（12世紀）、イブン・マンズールによる『アラビア語大辞典』内の記述などがある。マッキーの『アブー・ハニーファ讃』は「マナーキブ」と呼ばれる偉人の伝記のジャンルに属する一作品である。アブー・ハニーファを対象とする「マナーキブ」は9世紀後半から作成されはじめる。11世紀半ばまでに6点を数え（いずれも現存していない）、その後も連綿と作成され続けた。ホラズムの説教師であったマッキーのマナーキブはそれらの中でも規模が最大のものである。
数世紀間にわたるマナーキブ本の作成継続は、伝承家によるアブー・ハニーファ批判に対抗する情報の流布が目的だったようである。「ハディースの徒」と呼ばれる伝承家からのアブー・ハニーファ批判は、特にその死後に高まったと考えられる。伝承家にとって、ある学者の権威はその人格と表裏一体である。『バグダード史』には伝承家によるアブー・ハニーファ批判（人格や出自の中傷も含む）が長々と引用されており、著者が「これらの評価は嫉妬や軽視に発したものでありまったく信用できない」と注意書きするほどである。
近代以後に出版されたアブー・ハニーファの伝記としては、アズハル学院やカイロ大学で教えたムハンマド・アブーザハラ による伝記（M. Abū Zahra, Abū Ḥanīfa: ḥayātohū wa ʿaṣrohū, ārāʾohū wa feqhohū, Cairo, 1385/1965. ）の質がよいとされる。

## 出自
アブー・ハニーファのより詳しい名前は、アブー・ハニーファ・ヌウマーン・イブン・サービト・イブン・ズーター・イブン・マルズバーン Abū Ḥanīfa al-Nuʿmān b. Thābit b. Zūṭā b. Marzubān であると考えられている。前出のアブーザハラや ʿAbd-Allāh (1983) が結論するところを先に述べると、おそらくは、東方のイラン世界からイラクに移り住んできた家系の出身である。おそらくは祖父のズーターが、カーブルから（二サーから、あるいはテルメズからという説もある）からイラクのクーファに移住したようである。

アブー・ハニーファがユダヤ人だという説を記載する『バグダード史』の一節。

他方で、ユーフラテス川沿いの町アンバールを出自とする情報源もあり、「バビロニア人」あるいは「ナバテア人」の家系とする情報源もある。しかし当時のムスリムにとって古代バビロニアには魔術やいかがわしい妖術を連想させるイメージがある。また「ナバテア人」には純粋なアラブではないというニュアンスがあり、いずれも中傷である。『バグダード史』にはアブー・ハニーファをシャイターン、ダッジャール、カーフィル、ユダヤ人、キリスト教徒と呼ぶ中傷が記録されている。
「ヌウマーン」、「サービト」はいずれもアラブ＝ムスリムの名前であるが、祖父の「ズーター」はという名前はペルシア系男性の名前である。祖父には「ヌウマーン」というムスリム名もあるとして、彼が解放奴隷であるとする説もある。この説では、祖父ズーターは東方イラン世界から奴隷としてクーファにやってきた後、解放されてアラブのバヌー・タイム部族のマワーリー（隷属庇護民）になったとされる。しかしアブー・ハニーファの孫にあたるイスマーイール・イブン・ハマドは、みずからの家系は代々、自由身分のペルシア人であって、一度も奴隷身分になったことはないと主張している。曽祖父の名前の「マルズバーン」はサーサーン朝ペルシア時代の地方太守の役職を指すことばである。
ʿAbd-Allāh (1983) によると、父祖がアンバール出身であるとする情報には一考の価値がある。同都市にはサーサーン朝が駐屯軍を置いていた。また、イスラームによる征服時に無血開城したことにより、イスラーム方の司令官ハーリド・イブン・ワリードは戦争奴隷を取らなかった。ʿAbd-Allāh (1983) はこれらを勘案し、アンバールに駐留していた祖父ズーターが自由身分のムスリムとしてクーファへ移住したというシナリオを提示している。

## 生涯
アブー・ハニーファは、ヒジュラ暦80年ごろに生まれ、同150年ごろに亡くなった。西暦換算で699年ごろに生まれ、767年ごろに亡くなった。太陰暦で70年の生涯を送り、そのうち52年ほどをウマイヤ朝の統治下で生きた。少年時代は同朝の全盛期にあたり、成人後はその衰退没落を目の当たりにした。その後18年間をアッバース朝のカリフ・サッファーフ（754年没）、マンスール（775年没）の統治下で生きた。
アブー・ハニーファ出生当時の出生地クーファを取り巻く状況を概観すると、強力なカリフ・アブドゥルマリク・イブン・マルワーンが広い帝国全土を支配し、ハッジャージュ・イブン・ユースフが総督としてイラクを支配していた。クーファは同じく軍営都市のバスラと並んで、当時のムスリムの知的活動の中心地であった。バスラがハワーリジュ派やカダル派、初期ムウタズィラ派の思想を生み出したのに対し、クーファはアリー家支持者の政治活動の拠点であり、シャリーア研究の中心地でもあった。
アブー・ハニーファが誕生したとき、父のサービト40歳であった。イブン・アスィールなどの史料によると、アブー・ハニーファは富裕な絹商人で、何人もの職人を雇い入れる工房を所有していた。直接の史料はないが、父も絹商人だったようである。自邸の図書室を弟子や、知識を求める人々に自由に使わせた。生涯のほとんどをクーファで過ごしたが、頻繁に各地を訪れている。特にヒジャーズ地方へは、ウマイヤ朝末期に政治的亡命も兼ねてハッジ巡礼で訪れた。不発に終わったクーファでのザイドの蜂起（738年）を、アブー・ハニーファは支持した。
アッバース家の革命運動も支持した。しかし彼らの政権は支持しなかった。アリー家への圧迫を強めるアッバース朝に抵抗する「純粋なる魂」ムハンマドとその弟イブラーヒームの反乱（762年）を支援した。アブー・ハニーファはアッバース朝の新都バグダードで牢獄に入れられ、そこで亡くなった。

## 顕彰
しばしば尊敬の念をこめて、イマーム・アブー・ハニーファ、イマーム・アーザム（al-Imām al-aʿẓam、もっとも偉大なイマーム）、スィラージ・アーインマ（Sirāj al-aʾimma、諸イマームの灯火）と呼ばれることがある。

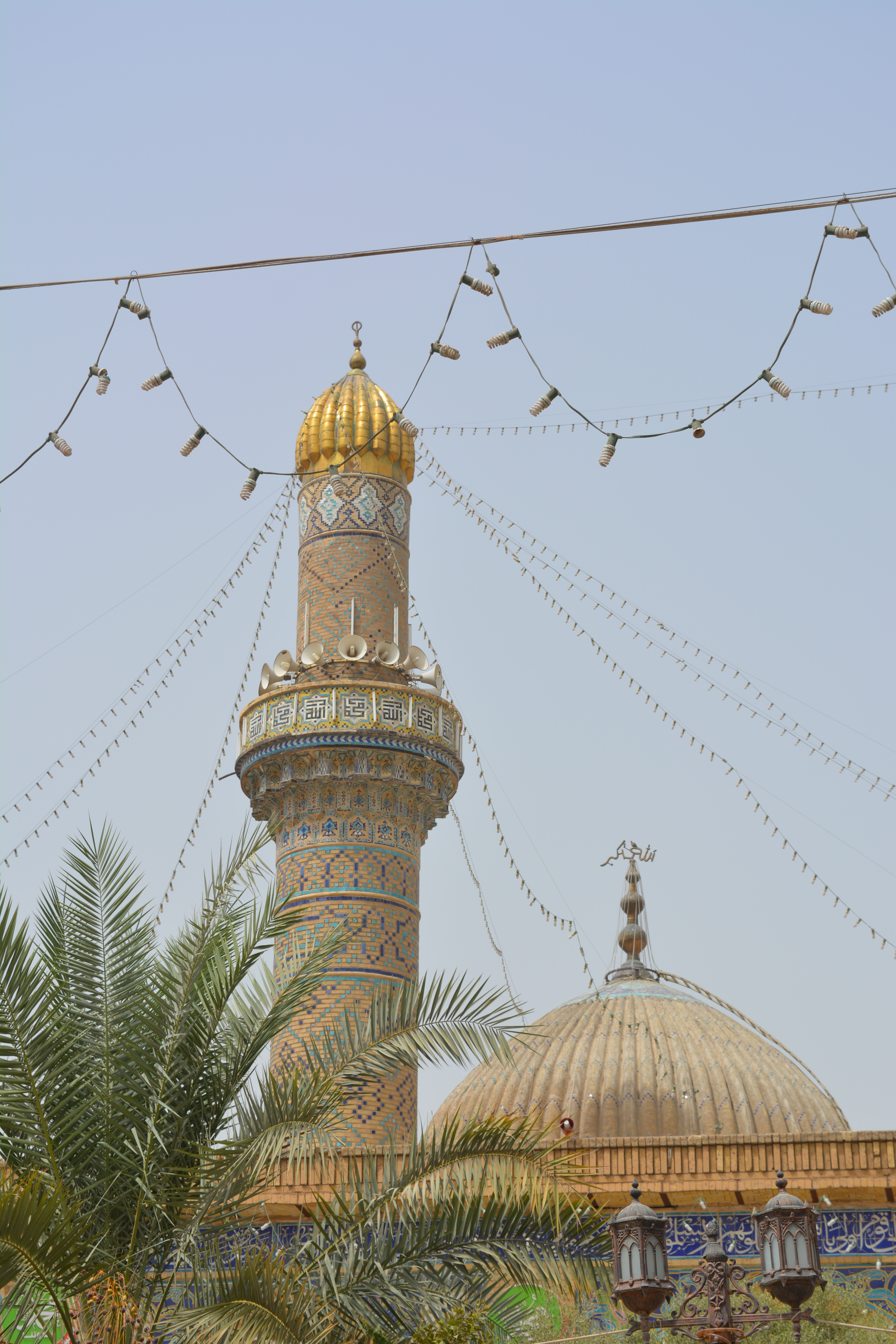
バグダードにあるアブー・ハニーファ・モスク。

アッバース朝カリフのマンスールは、アブー・ハニーファに司法長官のポストを用意し、西暦763年にその旨を打診したが、アブー・ハニーファは固辞し、王権に依存しないことを選んだ。
アブー・ハニーファはこのとき、自分はこの職に向いていないとマンスールに答えた。自らの発案を拒否されたマンスールは激昂し、お前は嘘をついているとなじった。アブー・ハニーファはこれに答えて、「私が嘘をついているとしますならば、私の主張は二重に正しいことになります。殿はどうして、嘘つきに司法長官という輝かしい役目をお与えになろうとするのですか？」と言った。この返答は逆鱗に触れ、マンスールはアブー・ハニーファを捕らえさせた上、牢獄に閉じ込めた。それでも牢獄を訪れてアブー・ハニーファの教えを請う法学者が絶えなかったとされる。
西暦767年にアブー・ハニーファは獄死する。どのようにして亡くなったかは判然としないが、マンスールに対する武装蜂起を示唆するファトワーをアブー・ハニーファが出したため、マンスールが毒殺したとする説がある。同じ牢獄にはユダヤ教の一派、カライ派の創始者であるアナーン・ブン・ダーウードがつながれており、アブー・ハニーファは彼が助かるためには法廷で何を言えばよいか、方策を授けて命を救ったと言われている。
アブー・ハニーファはバグダードの一街区、アザミーヤ区に葬られた。ハティーブ・バグダーディーによると、アブー・ハニーファの葬儀には5万人以上の人が集まり、押し寄せた群衆のために埋葬の直前に行われる儀式が6回も繰り返されたという。また、埋葬後、葬儀の参列者が哀悼の祈りを捧げる儀式がすべて終わるのに要した期間は、20日間であったという。
アブー・ハニーファの墓の周りには、ブワイフ朝の頃、1066年に巡礼に訪れる者たちのためにクッバ (ドーム)が建てられて墓廟建築化した（アブー・ハニーファ・モスク）。当該墓廟は、1508年にサファヴィー朝のシャー、イスマーイールにより、一度破壊され、そのほかにもアブドゥルカーディル・ジーラーニーの墓など、スンナ派の信仰を集めていた聖者廟や学者廟も同時に荒らされた。その25年後、オスマン帝国軍がバグダードを征服すると、スレイマン大帝はこれらを再建した。21世紀現在のアブー・ハニーファの墓はアブー・ハニーファ・モスクという宗教複合の中心をなしている。

## 思想

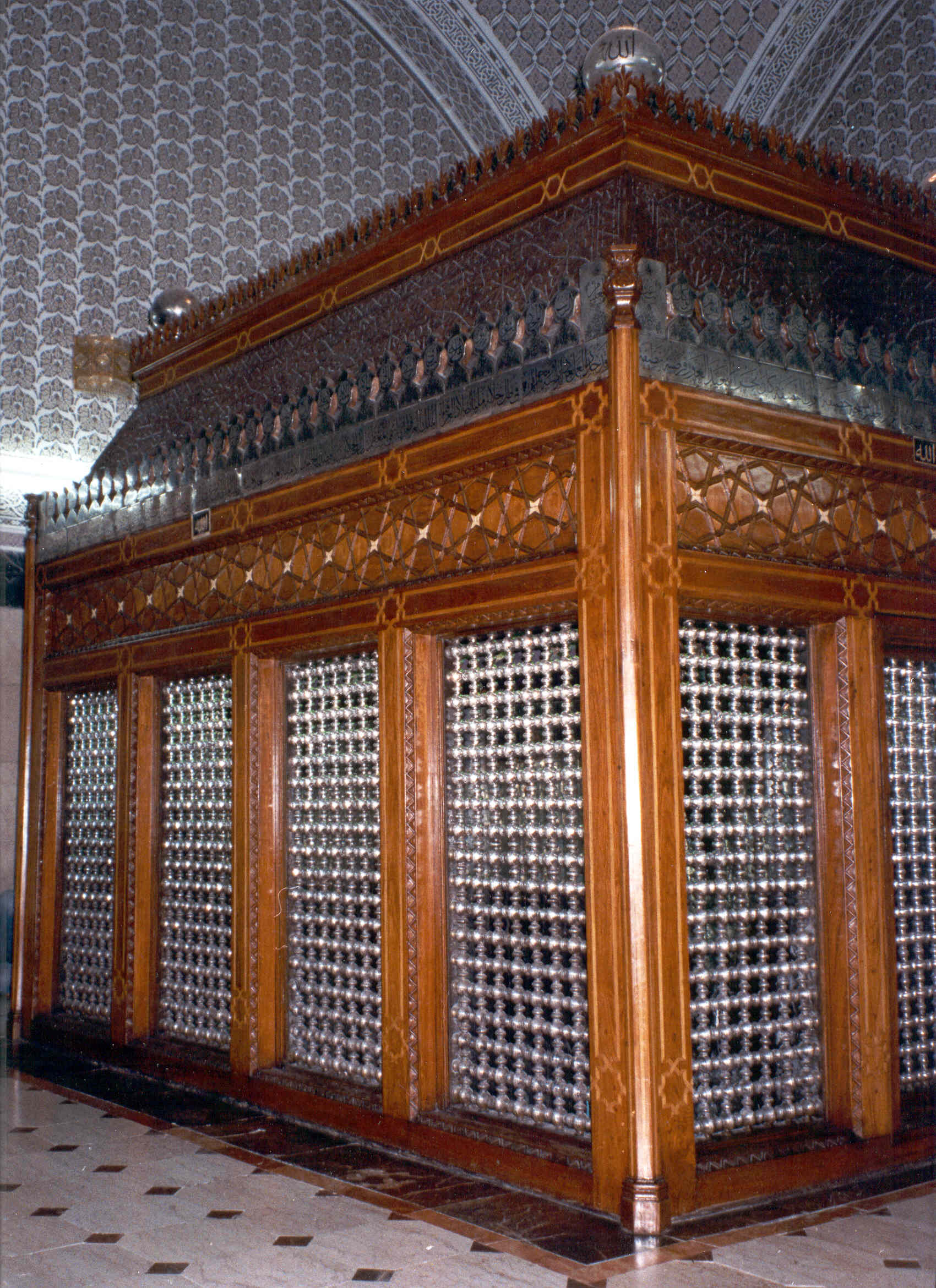
アブー・ハニーファの墓

アブー・ハニーファは自ら著作を書いていない。アブー・ハニーファの発言の記録としては、次のものがある。
- Fiqh al-Akbar
- Fiqh al-Abasat
- Kitaab-ul-Aathaar シャイバーニーとアブー・ユースフによって伝えられたアブー・ハニーファの言行、7万あまりを収録した言行録。
- Aalim wa'l-muta‘allim
- At Tareeq Al Aslam Musnad Imam ul A’zam Abu Hanifah
- Kitaabul Rad alal Qaadiriyah

『至高の法学』（Al-Fiqh Al-Akbar）という書の著者は、アブー・ハニーファに帰せられているが、A.J. Wensick、Zubair Ali Zai が疑問を呈している。
アブー・ハニーファのイスラーム法学基礎論（ウスール・フィクフ）において、法発見の根拠とされるものを、重視されるものから順に並べると、次のようになる。
1. クルアーン - 啓示
2. ハディース - 預言者の言行
3. イジュマー - 信者共同体の合意
4. キヤース - 推論
5. イスティフサーン（英語版） - 法学者個人の見解
6. ウルフ (イスラーム用語)（英語版） - 慣習慣行、地方社会において掟と呼ばれているもの

当時の法学者の大多数はキヤースの発展とその適用範囲の拡大を認めていたが、これを法理論上の道具として確立したのはハナフィー法学派の知的営為がもたらした結果である。アブー・ハニーファ以前の学者もキヤースを用いていた可能性は高いが、公式にイスラーム法に組み入れたのはアブー・ハニーファが初めてとされる。

## 後世に与えた影響

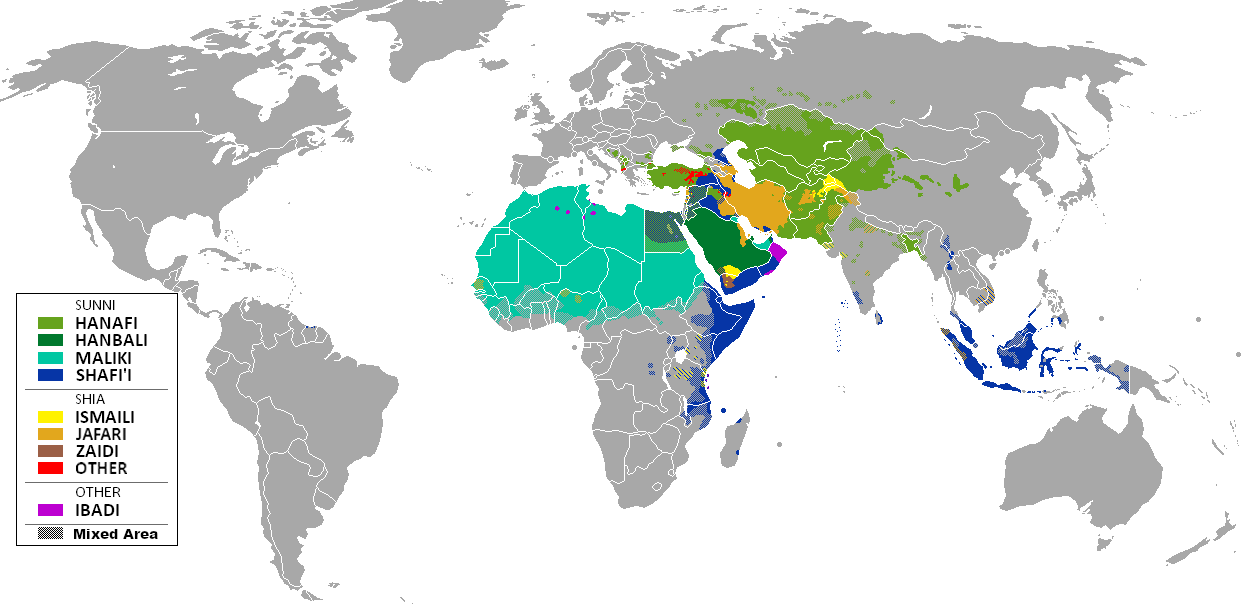
ハナフィー法学派が住民の最大多数を占める地域が青緑色で示されている。トルコ、中東の北部、エジプトの大部分、中央アジア、インド亜大陸のほとんどがハナフィー派を奉じるムスリムの多い地域である。

8世紀前半のイスラーム教の信徒集団（イスラームのウンマ）からは、ハワーリジュ派やシーア派といった少数派が分離していった。少数派は独自の教理や規範を確立し、ウンマの多数派を批判した。アブー・ハニーファ、アブー・ユースフ、シャイバーニーといった学者は、これらの批判に反論するかたちで、少数派と比較して遅れていた多数派の教理や規範を整備していった当時の多数派のウラマーのひとりである。
教理や規範を整備し確立した多数派は「スンナ派」と呼ばれるようになる。また、スンナ派の宗教的規範は狭義のフィクフ（イスラーム法学）として学問分野化する。アブー・ハニーファから始まるスンナ派の法学には、その後、マーリク、シャーフィイー、イブン・ハンバルといった改革者が現れる。彼らの説を奉じる者たちはそれぞれ分派を形成し、残った法学派を「ハナフィー法学派」とみなし、互いに存在を認め合ってスンナ派四大法学派が成立する。
アブー・ハニーファが整理した正統派教理（アキーダ）はアブー・ムカーティル・サマルカンディーやアブー・ムティー・バルヒーのような中央アジア出身者に伝えられ、のちに中央アジアでマートゥリーディー派の神学に影響を与えた。
データの取り方にも色々あるが、ある統計によれば、伝統的なイスラーム教徒の45％（全ムスリムの41％）がハナフィー派に属すとされる。

## 賛否両論
アブー・ハニーファは、イスラーム文明で非常に偉大な法学者の1人であり、全人類を視野に入れた場合でも、最大の法思想家に数えられることもある人物である。法学、法思想論以外にも影響を与えており、特にイスラーム神学への影響は甚大である。その生涯を通して、最高の規範となる法学者であると人々に認知されてきた。学派外の者たちにも、すばらしい業績を残し、驚くべき禁欲さで謙虚な人柄であったと考えられている。
アブー・ハニーファが批判されることもある。ザーヒリー派法学者のイブン・ハズムによれば、スフヤーン・ブン・ウヤイナは、「アブー・ハニーファ、バッティー・バスリー、マーリク・マダニーが手を加えてしまう前には、人々の間の問題は調和が取れていたのに」と述べたとされる。また、ハンマード・ブン・サラマもアブー・ハニーファを非難している。そのほか、ブハーリーはアブー・ハニーファの伝えたハディースを不良と判断している。ティルミズィーによると、アフマド・ブン・ハンバルは、不良のハディースでさえもアブー・ハニーファのラアイよりましだと述べたという。
アブー・ハニーファは、ムスリム共同体の歴史上、預言者ムハンマドの没後に生まれ、スンナ派のハディース六書が成立するまでの端境期の時代の人である。アブー・ハニーファはタービウーンの1人であると考えられている。その根拠は、彼がアナス・ブン・マーリクを含む、少なくとも4人の教友（サハーバ）に会ったことがあり、彼らから預言者の言行（ハディース）を伝え聞いたとされることにある。ただし、彼は幼い頃に6名前後の教友にあったことがあるのは確かだが、ハディースを直接、伝え聞いたことはないという説もある。
アブー・ハニーファは預言者ムハンマドが亡くなったときから67年後に誕生しているので、ヒジュラ暦93年に亡くなったアナス・ブン・マーリク、同100年に亡くなったアブル・トゥファイル・アミール・ブン・ワシーラはアブー・ハニーファが成人した頃には存命していた。有名人の伝記や噂話を集めた本『ハイラ・ヒサーン』によると、アブー・ハニーファは16人のサハーバに会ったことがあるという。